# Kristofer Helgen
Kristofer Michael Helgen (* 14. März 1980 in Fridley, Minnesota) ist ein US-amerikanischer Zoologe. Sein Forschungsschwerpunkt ist die Mammalogie.

## Leben
Helgen wuchs in Minnesota auf. Von Kind an von der Natur fasziniert, hatte er bereits in einem sehr frühen Alter den Wunsch, Zoologe zu werden. Ein Zoologiestudium an der Harvard University und insbesondere am Museum of Comparative Zoology, wo er 2001 zum Bachelor of Arts graduierte, schloss er mit Magna cum laude ab. Während seiner Studienzeit beschäftigte sich Helgen ausgiebig mit den Säugetiersammlungen von Harvard und forschte in vielen großen Museen. Ferner reiste er ins südliche Afrika und nach Australien, wo er die Säugetierfauna studierte. In dieser Zeit waren bekannte Biologen wie Donald R. Griffin, Tim Flannery und Don Ellis Wilson seine Mentoren.
2001 unternahm Helgen seine erste von mehreren Expeditionen nach Neuguinea, wo er in den folgenden Jahren mehrere neue Säugetiertaxa entdeckte. Er verlegte seinen Wohnsitz nach Adelaide in Australien, wo er zunächst mit dem Fulbright-Programm und anschließend mit einem Promotionsstipendium an der University of Adelaide und am South Australian Museum studierte. Unter der Mentorenschaft von Tim Flannery und Russell Victor Baudinette (1945–2004) konzentrierte sich sein Promotionsschwerpunkt auf die Systematik und Biogeografie der Säugetierfauna in der melanesischen Region. Während seiner Zeit in Australien entwickelte Helgen ein großes Interesse an der australischen Fauna und nahm an Expeditionen nach Borneo, Timor, Vanuatu und Neuguinea teil. Ferner studierte er die Museumssammlungen in 30 Ländern. 2006 heiratete er die australische Biologin Lauren Elizabeth Johnston, die seitdem Helgens engste Mitarbeiterin bei seiner Forschungsarbeit ist. Nach seiner Promotion zum Ph.D. zog Kristofer Helgen mit seiner Frau nach Washington, D.C., wo er unter der Leitung von Don Ellis Wilson ein Postdoc-Stipendium am National Museum of Natural History der Smithsonian Institution aufnahm.
Als Postdoktorand an der Smithsonian Institution forschte Helgen über die Probleme in der Systematik verschiedener Gruppen von Säugetieren und betrieb Feldarbeit in Ecuador, Borneo, Neuguinea und in anderen Regionen. 2008 wurde er Kurator und von 2009 bis Ende 2016 war er Leiter der Säugetierabteilung des National Museum of Natural History, das er nach einem Konflikt mit der Institutsleitung verließ. Nach seinem Ausscheiden ging er zurück nach Australien und wurde Professor für Biologie an der University of Adelaide.
Seine Arbeit konzentriert sich auf die Säugetiere aller Kontinente, vor allem auf deren Systematik, ihre Biogeographie und Ökomorphologie (Lebensraumgestaltung) sowie auf den Artenschutz. Er war in mehr als 60 Ländern und mehr als 80 Museen tätig, veröffentlichte mehr als 100 wissenschaftliche Arbeiten über die Biologie von Säugetieren und dokumentierte über 100 neue Säugetiertaxa, darunter den Anden-Makibär (Bassaricyon neblina), die Mosaikschwanzratte Melomys paveli, die Neuguinea-Wasserratten Leptomys paulus und Leptomys arfakensis, die Flughundart Dyacopterus rickarti, die beiden ausgestorbenen Flughundarten Pteropus allenorum und Pteropus coxi, die Mäusetaxa Mirzamys louiseae und Mirzamys norahae, den Nasenbeutler Microperoryctes aplini, die Wasserratte Hydromys ziegleri, die Fledermausart Pteralopex flanneryi und den Gibbon Hoolock tianxing.
Helgen hat Ehren- und Partner-Positionen in verschiedenen Institutionen, darunter in der George Mason University, im American Museum of Natural History, im Bernice P. Bishop Museum und in der National Geographic Society. Er ist Mitglied in verschiedenen Redaktionsleitungen und Beiräten. Ferner ist er aktives Mitglied in der American Society of Mammalogists, wo er in vielen Gremien und im Vorstand diente.
Helgen lebt mit seiner Frau in Arlington, Virginia. Seine Frau ist Forschungsassistentin und Museumsspezialistin in der entomologischen Abteilung des National Museum of Natural History. Im April 2020 wurde Helgen zum leitenden Wissenschaftler (chief scientist) am Australian Museum berufen.